# Гіберніан
«Гіберніан» (англ. Hibernian, шотл. гел. Èireannach Dhùn Èideann) — шотландський футбольний клуб із Единбурга, базується в північному районі міста Лейт. Заснований у 1875 році ірландськими іммігрантами, на чолі з католицьким священиком Едвардом Джозефом Ганноном та ірландським футболістом Майклом Велаганом, що і відображається в назві клубу, кольорах і логотипі, однак сьогодні підтримка клубу більше будується на географічній прив'язці, ніж на релігійних або етнічних принципах. Виступає у шотландському Чемпіоншипі.

## Історія
«Гіберніан» чотири рази ставав чемпіоном Шотландії, при цьому три останніх титулу були завойовані у період з 1948 по 1952 рік, що вважається одним з найуспішніших в історії клубу. Саме в той час у складі команди грала Відома п'ятірка — нападники Гордон Сміт, Боббі Джонстон, Лоурі Рейллі, Едді Тернбулл і Віллі Ормонд. Вони по праву вважаються одними з найкращих нападниками в історії шотландського футболу, всі вони за свою кар'єру забили по 100 і більше голів.

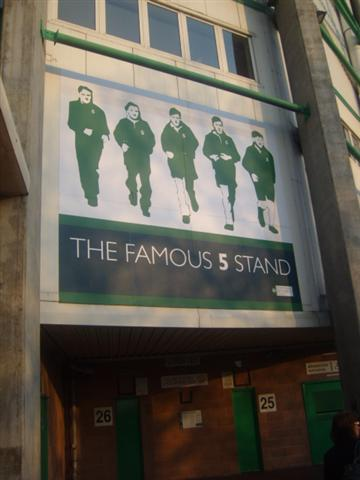
Відома п'ятірка

Двічі «Гіберніан» перемагав у Кубку Шотландії, проте останній раз це трапилося в далекому 1902 році, після чого клуб дев'ять разів доходив до фіналу турніру, проте незмінно програвав. Останнім же великим трофеєм, який підкорився «Гіберніан», був Кубок Шотландської Ліги у 2007 році, коли у фіналі з рахунком 5-1 був переможений «Кілмарнок». У 1955 році «Гіберніан» став першим британським клубом, який узяв участь в Єврокубках, при цьому, незважаючи на те, що в чемпіонаті Шотландії клуб фінішував на п'ятому місці, він отримав запрошення взяти участь у Кубку Європейських Чемпіонів, головним чином тому, що мав встановлену систему штучного освітлення на стадіоні «Істер-Роуд», необхідну для проведення матчів у вечірній час. У свій дебютний європейський сезон «Гіберніан» дійшов до півфіналу турніру, поступившись за сумою двох матчів французькому «Реймсу», а в сезоні 1960/61 дійшов і до півфіналу Кубка Ярмарок — залишивши по шляху за бортом турніру іспанську «Барселону» (3-2; 4-4), «Гіберніан» поступилися італійській «Ромі» (2-2; 3-3).
Успішні результати на внутрішній сцені на початку 1970-х, коли «Гіберніан» виграв Кубок Шотландської Ліги і двічі фінішував на другому місці в чемпіонаті Шотландії, змінилися вкрай невдалим відрізком, кульмінацією якого став виліт з вищого дивізіону, і хоча клуб зміг з першої спроби повернутися наверх, 1980-і роки очікуваного прориву не привели. У 1990 році «Гіберніан» опинився на межі фінансового колапсу, і тоді ж і народилася висунута тодішнім головою «Гартса» Воллесом Мерсером ідея злиття двох единбурзьких клубів. Вболівальники «Гіберніан», втім, сприйняли подібну пропозицію вкрай вороже, і врятувати клуб від зникнення зміг тільки місцевий підприємець Том Фармер, і понині залишається власником «Гіберніана». Ще один непростий період «Гіберніану» довелося пережити у кінці 1990-х, коли очолювана Алекс Макліш команда покинула Прем'єр-Лігу, зумівши, втім, знову з першої спроби повернутися в еліту шотландського футбол. Під керівництвом Маклиша «Гіберніан» завоювали у 1991 році Кубок Шотландської Ліги, і хоча менеджер і був після цього запрошений у «Рейнджерс», команда продовжила показувати досить стабільну гру, регулярно займаючи місця в першій п'ятірці Прем'єр-Ліги. Останнє десятиліття, втім, для «Гіберніан» складається не найкращим чином — незважаючи на те, що клубна академія виховала цілу плеяду талановитих гравців, включаючи Гаррі О'Коннора, Дерека Ріордана, Кевіна Томсона і Скотта Брауна, і виграла в 2007 році Кубок Ліги, стабільними результатами в чемпіонаті «Гіберніан» похвалитися не можуть. Після декількох років тренерських перетрубацій, у листопаді 2011 року на пост менеджера клубу був запрошений ірландський фахівець Пет Фенлон, і у свій перший же неповний сезон він привів «Гіберніан» до фіналу Кубка Шотландії, де суперником команди, у травні 2012 року, став історичний суперник «Гартс» — це було перше з 1896 року дербі Единбурга у фіналі головного кубкового трофею, проте завершилося воно для «Гіберніан» принизливою поразкою з рахунком 1-5.

## Клубні кольори і емблема

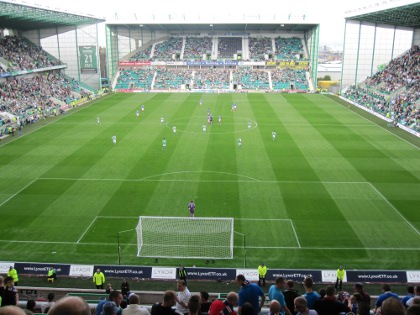
«Істер-Роуд», 2010 рік

Традиційно «Гіберніан» виступає у формі біло-зеленого кольору, що вказує на ірландське коріння клубу, при це на початку свого становлення грала у футболках в горизонтальну смужку, пізніше взяту на озброєння «Селтіком». У 1977 році «Гіберніан» став першим в Шотландії клубом, що розмістили на своїй ігровій формі комерційну рекламу, що на якомусь етапі навіть привело до конфлікту інтересів з телевізійними компаніям, які погрожували бойкотом ігри клубу. Більш складна ситуація склалася з логотипом клубу, дизайн якого змінювався кілька разів, відображаючи тим самим триваючі дискусії щодо коренів, походження і нинішньої ідентифікації «Гіберніана». У 1950-х роках з емблеми зникла ірландська арфа, проте у 2000 році, коли був затверджений нинішній дизайн логотипу, вона знову повернулася на своє місце. Як заявив у свій час директора Музею Шотландського Футболу Гед О'Брайен, нинішній дизайн емблеми «Гіберніан» показує, що клуб знаходиться в комфортних відносинах з усіма потоками традицій — арфа вказує на приналежність до Ірландії, вежа — на приналежність до Единбургу, а човен — на портовий район Лейт, де і базується клуб.

## Домашня арена
Перші два роки свого існування «Гіберніан» грав на стадіоні «Мідоус», після чого змінив ще низку арен, і лише у 1892 перебрався на нинішній «Істер-Роуд», де і виступає понині. До реконструкції, «Істер-Роуд» був відомий завдяки своїм величезним терасам, здатним вмістити понад 60 000 людей. Рекордна відвідуваність була зафіксована 2 січня 1950 у дербі Единбурга проти «Гартса» — 65 860 чоловік. Сьогоднішній «Істер-Роуд» — це сучасна арена, вся інфраструктура якої була побудована після 1995 року, а останньою модернізацією стадіону стало зведення нової більш місткої Східної Трибуни, завдяки якій місткість арени зросла до 20 421 людини. Чотири рази «Істер-Роуд» був місцем проведення матчів збірної Шотландії, а останній міжнародний матч на домашній арені «Гіберніана» був проведений незадовго до ЧС-2006 — у товариському матчі зустрілися збірні Гани та Південної Кореї.

## Досягнення
- Чемпіонат Шотландії
  - Чемпіон (4): 1903, 1948, 1951, 1952
  - Срібний призер (6): 1897, 1947, 1950, 1953, 1974, 1975

- Кубок Шотландії
  - Володар кубка (3): 1887, 1902, 2016
  - Фіналіст (12): 1896, 1914, 1923, 1924, 1947, 1958, 1972, 1979, 2001, 2012, 2013, 2021

- Кубок Ліги
  - Володар кубка (3): 1972, 1991, 2007
  - Фіналіст (8): 1950, 1969, 1974, 1985, 1993, 2004, 2016, 2021